# Конгрегационалистская церковь Дэншикоу
Конгрегационалистская церковь Дэншикоу (кит. трад. 燈市口公理會教堂, пиньинь Dēngshìkǒu Gōnglǐhuì Jiàotáng), часто называемая просто церковью Дэншикоу (燈市口教堂) — конгрегационалистская церковь, расположенная на проспекте Дэншикоу в районе Дунчэн в Пекине, Китай. Была самой большой протестантской церковью в Пекине.

## История
Была построена в 1864 году как часть Женского колледжа Бриджман, основанного Элизой Джейн Джиллетт Бриджман, церковь Дэншикоу была старейшей из церквей Миссии Американского совета в Пекине. По словам Сидни Д. Гэмбла, это был «прекрасный образец готической архитектуры». В список членов церкви входило около трёхсот семей, известных своим хорошо обученным пастором и большим количеством зажиточных прихожан:338.
Церковь находилась на попечении Генри Блоджета (1825—1903), прежде чем была сожжена в 1900 году во время боксёрского восстания. В 1902 году храм был перестроен Уильямом Скоттом Аментом:324. В республиканскую эпоху (1912—1949) церковь участвовала в многочисленных благотворительных мероприятиях. Например, речь на английском языке, произнесённая Нелли Юй Жунлин, состоялась в церкви в 1921 году в помощь благотворительным фондам «Школа для бедных детей».
В 1958 году, чтобы поддержать кампанию «Большой скачок», около шестидесяти церквей в Пекине были вынуждены объединить свои богослужения в четырёх помещениях, церковь Дэншикоу была одной из них. Во время Культурной революции (1966—1976) церковь снесли хунвейбины.